# Jordan Pierre-Gilles
Jordan Pierre-Gilles est un patineur de vitesse sur piste courte canadien.

## Biographie
Il commence le patinage de vitesse sous l'influence de ses parents, qui ont peur qu'il soit victime de violences raciales dans l'équipe de hockey locale, intégralement blanche, et préfèrent un sport où le chronomètre définit le niveau.
Lors de sa première saison internationale, en 2019, il arrive septième au 500 mètres et huitième au 1000 mètres.
Au cours de la saison de Coupe du monde de patinage de vitesse sur piste courte 2021-2022, il se place cinquième au relais masculin. Il est entraîné par Sébastien Cros et Marc Gagnon.
Il participe aux épreuves de patinage de vitesse sur piste courte aux Jeux olympiques de 2022 sur le 1000 mètres, le relais mixte et le relais masculin.
En 2023, il a remporté le 500 m à la Coupe du monde de patinage de vitesse sur courte piste à Pékin.